# Мале приче о великој љубави
Мале приче о великој љубави је четврти студијски албум рок групе Забрањено пушење, објављен 1989. године у издању музичке издавачке куће Дискотон. Албум је реиздан 1999. године у издању ТЛН-Еуропа.

## Списак песама
Референца: Discogs
| №  | Назив                         | Аутор(и)             | Аранжман             | Трајање |  |
| 1. | Гузоњин син                   | Давор Сучић          | Сучић                | 4:06    |  |
| 2. | Јави ми                       | Сучић Лу Рид         | Сучић                | 3:46    |  |
| 3. | Пикола сториа де гранде аморе | Сучић Ненад Јанковић | Јадранко Џихан Сучић | 5:01    |  |
| 4. | Пишоња и Жуга у паклу дроге   | Сучић                | Сучић                | 5:14    |  |
| 5. | Пклатови (I дио)              | Сучић Јанковић       | Сучић                | 5:23    |  |

| №  | Назив                 | Аутор(и)       | Аранжман | Трајање |  |
| 1. | Пклатови (II дио)     | Сучић          | Сучић    | 3:16    |  |
| 2. | Кањон Дрине           | Сучић Јанковић | Сучић    | 1:58    |  |
| 3. | 12 сати               | Сучић          | Сучић    | 3:54    |  |
| 4. | Стража поред Призрена | Сучић          | Сучић    | 4:02    |  |
| 5. | Звијезда над Балканом | Сучић          | Сучић    | 4:13    |  |

## Извођачи и сарадници
Пренето са омота албума.
| Забрањено пушење - Ненад Јанковић – вокал - Давор Сучић – ритам гитара, пратећи вокал - Предраг Ковачевић – електрична гитара - Јадранко Џихан – клавијатуре, пратећи вокал - Дарко Остојић – бас-гитара, пратећи вокал - Фарис Араповић – бубњеви Гостујући музичари - Горан Бреговић – гитара (песма бр. Б4), пратећи вокал (песма бр. Б4) - Тамара Штрелоф – вокал (песма бр. А3) - Жељко Бабић – хармоника - Бењамин Исовић – пратећи вокал - Горан Петрановић – пратећи вокал - Срђан Велимировић – пратећи вокал - Дарко Пољак – саксофон - Дејан Спаравало – виолина - Мухамед Адаш – виолина | Продукција - Давор Сучић – продукција - Предраг Ковачевић – супервизор - Муфид Косовић – снимање (Студио 1 РТВ Сарајево у Сарајеву) - Кики Зуровац – менаџер Дизајн - Срђан Велимировић – дизајн - Драгослав Поповић – фотографија - Срђан Бадров – фотографија |

## Топ листа
| Топ листа   | Позиција |
| ----------- | -------- |
| Радио Сплит | 9        |